# Чемпионат России по конькобежному спорту 1891
Чемпионат России по конькобежному спорту в классическом многоборье 1891 года — третий чемпионат России по конькобежному спорту, который прошёл 14 февраля 1891 года в Москве на катке Нижне-Пресненского пруда.
Чемпионом России стал Сергей Пуресев (Москва), призёрами — А. Мариенгоф и Виноградов (оба — Москва).
Первые чемпионаты России (1889—1893) проводились на одной дистанции — 3 версты (3180 метров).

## Результаты чемпионата
| место | спортсмен      | город  | 3 версты (3180 м) |
| ----- | -------------- | ------ | ----------------- |
| 1     | Сергей Пуресев | Москва | 6.22,5            |
| 2     | А. Мариенгоф   | Москва | 6.46,5            |
| 3     | Виноградов     | Москва | 6.53,7            |